# Libňatov
Libňatov – czeska wieś w powiecie Trutnov, wzdłuż potoku Maršovka przy drodze między wsią Hořičky i miastem Úpice.

## Historia
Nazwa Libňatov lub Libnětov wywodzi się od imienia męskiego Libňata. Oryginalną nazwą wsi była nazwa "Ljubnatóv", a później Libňatův. Wieś została założona już w XIII wieku (pierwsza pisemna wzmianka jest dopiero z 1479 r.). W 1461 r. pozyskał ją Pavel v Libnětově od Jerzego z Chlumu, właściciela zamku Litoboř. Od tej pory była częścią majątku Rýzmburk i po jego sprzedaży w 1534 r. Libňatov należał do majątku Náchod. W 1773 r. została kupiona zalesiona górka Kopna, która była w majątku Smiřice. W tym samym roku została założona miejscowa szkoła.

## Zabytki
- Dzwonnica z 1835 r.
- Remiza strażacka z 1907 r.
- Szkoła z 1891 r.
- Krzyż kamienny przy drodze za budynkiem urzędu pocztowego z 1904 r.
- Figura Matki Boskiej z 1841 r.
- Figura św. Trójcy z 1887 r.
- Krzyż kamienny w kierunku Havlovic z 1908 r. (został zbudowany przez Amálie Seidlovą w miejscu, gdzie w poprzednim roku popełnił samobójstwo jej mąż Antonin Seidl)
- Krzyż kamienny w kierunku Havlovic z przełomu XIX i XX w.
- Krzyż kamienny pod domem nr 46 z 1882 r. (2008 osadzony nowy krzyż i przeprowadzona rekonstrukcja postumentu)
- Kamienny cokół bez krzyża przy domu nr 1
- Krzyż żeliwny na cokole z piaskowca w pobliżu domu nr 116 z 1881 r.
- Krzyż żeliwny na cokole z piaskowca w miejscu zwanym U Borku z początku XIX w. (zbudowany przez małżonków Antonína i Annę Zárubów)